# TIVA
La TIVA (dall'inglese Total Intra-Venous Anesthesia, anestesia totalmente endovenosa) è una tecnica di anestesia generale che impiega un’associazione di farmaci somministrati esclusivamente per via endovenosa senza utilizzare agenti anestetici inalatori (come nelle anestesie gassosa o bilanciata).
La TIVA è mantenuta da dispositivi per infusione endovenosa e va accompagnata dal monitoraggio della profondità dell'anestesia. Queste tecniche facilitano l'uso di propofol, etomidate ed altri agenti anestetici per via endovenosa. Nuovi modelli farmacocinetici per le pompe infusionali consentono l'anestesia TIVA con metodica TCI.
La TIVA presenta numerosi vantaggi rispetto all'anestesia bilanciata, tra cui la ridotta incidenza di PONV, minore inquinamento ambientale, una risoluzione più rapida e prevedibile, maggiore stabilità emodinamica, il mantenimento della vasocostrizione polmonare ipossica, la riduzione della pressione intracranica.